# Marinópolis
Marinópolis es un municipio brasileño del estado de São Paulo. Se localiza a una latitud 20º26'26" sur y a una longitud 50º49'23" oeste, estando a una altitud de 408 metros. La ciudad tiene una población de 2.113 habitantes (IBGE/2010) y área de 77,8 km². Marinópolis pertenece a la Microrregión de Jales.

## Demografía
Datos del Censo - 2010
Población Total: 2.113
- Urbana: 1.671
- Rural: 442
- Hombres: 1.063[5]
- Mujeres: 1.050

Densidad demográfica (hab./km²): 27,15
Mortalidad infantil hasta 1 año (por mil): 16,96
Expectativa de vida (años): 70,64
Tasa de fertilidad (hijos por mujer): 2,16
Tasa de Alfabetización: 82,06%
Índice de Desarrollo Humano (IDH-M): 0,740
- IDH-M Salario: 0,649
- IDH-M Longevidad: 0,761
- IDH-M Educación: 0,810

(Fuente: IPEADATA)

## Religión
El Cristianismo está presente en la ciudad de la siguiente manera:

### Iglesia Católica
La iglesia católica del municipio forma parte de la Diócesis de Jales.

### Iglesia Protestante
En la ciudad están presentes las más diversas creencias evangélicas, principalmente pentecostales, incluidas las Asambleas de Dios de Brasil (la iglesia evangélica más grande del país), Congregación Cristiana, entre otras. Estas denominaciones están creciendo cada vez más en todo Brasil.